# Dorfkirche Elleben

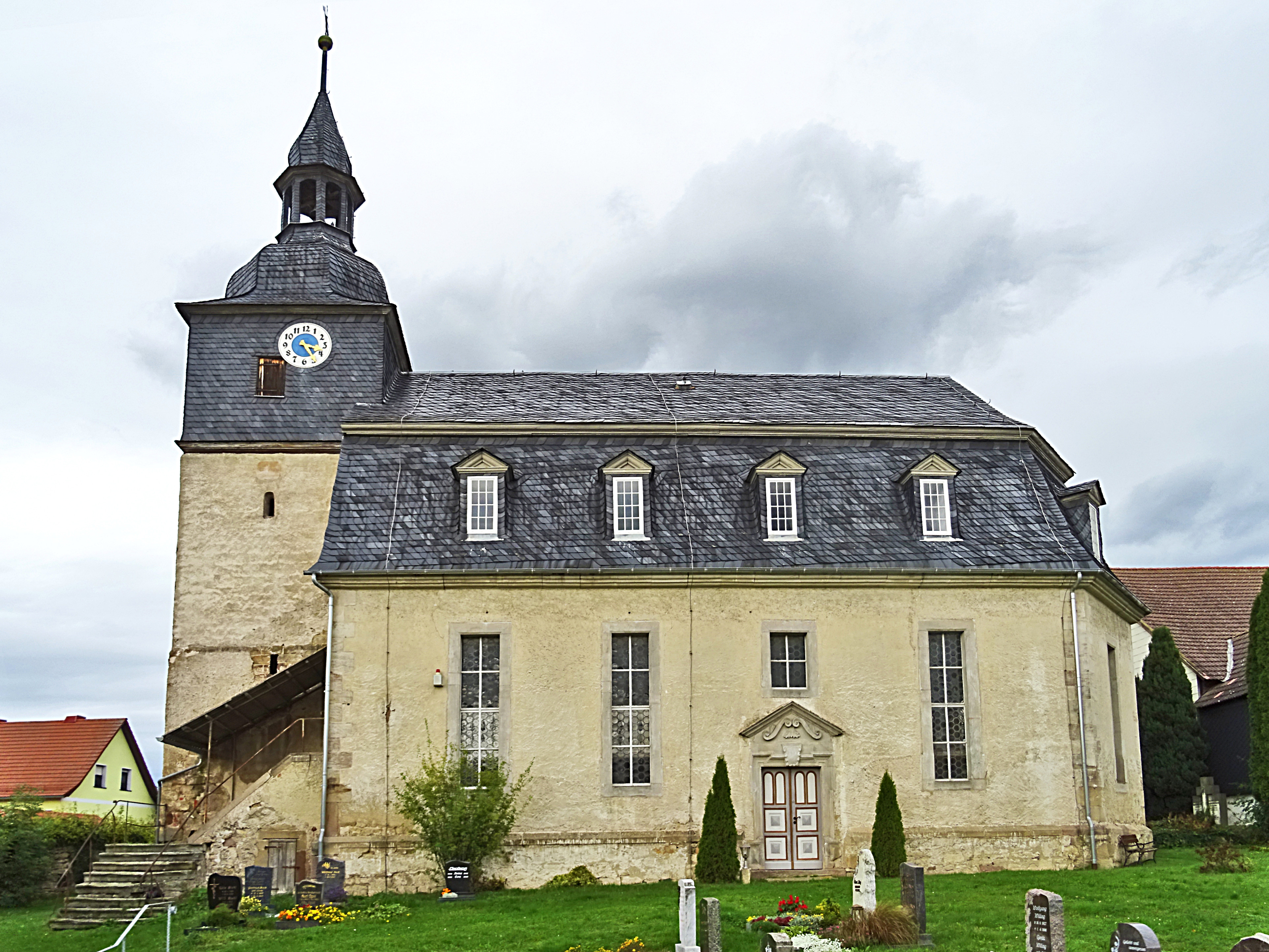
St. Marien Elleben

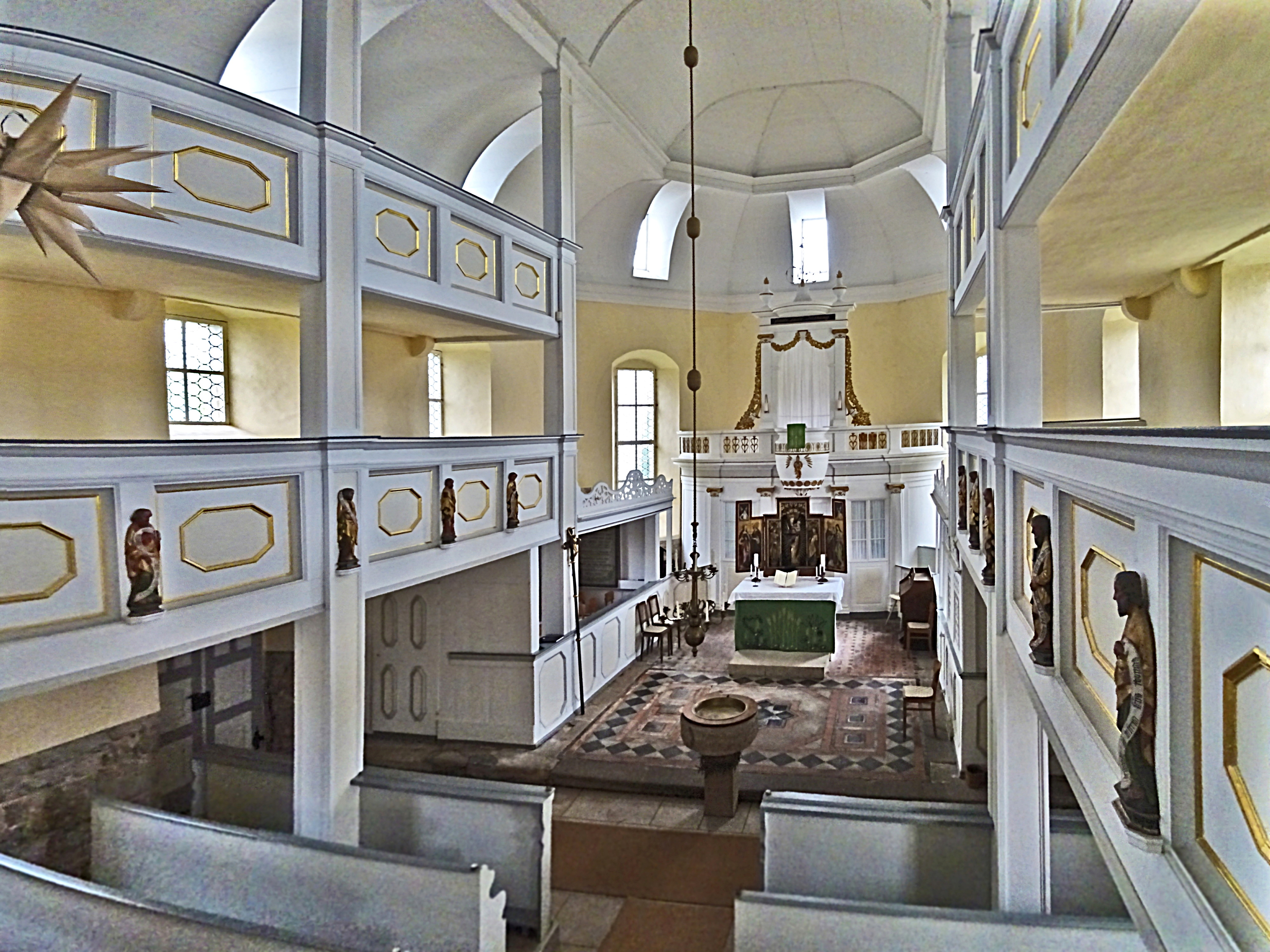
Innenansicht

Die evangelische Dorfkirche Elleben ist eine barocke Saalkirche in Elleben im Ilm-Kreis in Thüringen. Sie gehört zum Evangelisch-Lutherischen Kirchengemeindeverband Elxleben-Witzleben im Kirchenkreis Arnstadt-Ilmenau der Evangelisch-Lutherischen Kirche in Thüringen.

## Geschichte und Architektur
Die Dorfkirche Elleben wurde nach 1729 an Stelle eines Vorgängerbauwerks errichtet. Der eingezogene Westturm stammt im Kern aus dem 15. Jahrhundert und zeigt an der Westseite zwei Vierpassöffnungen. Das Turmobergeschoss ist mit Schiefer verkleidet und wird von einer barocken Haube mit Laterne bekrönt. Das Langhaus ist mit einer Eckquaderung, großen Rechteckfenstern sowie einem Mansarddach mit Gauben über einer profilierten Traufe versehen. An der Nord- und Südseite ist je ein rechteckiges Portal mit profiliertem Gewände angeordnet, darüber je ein Giebelfeld mit zwei Voluten und Kartusche.

## Ausstattung

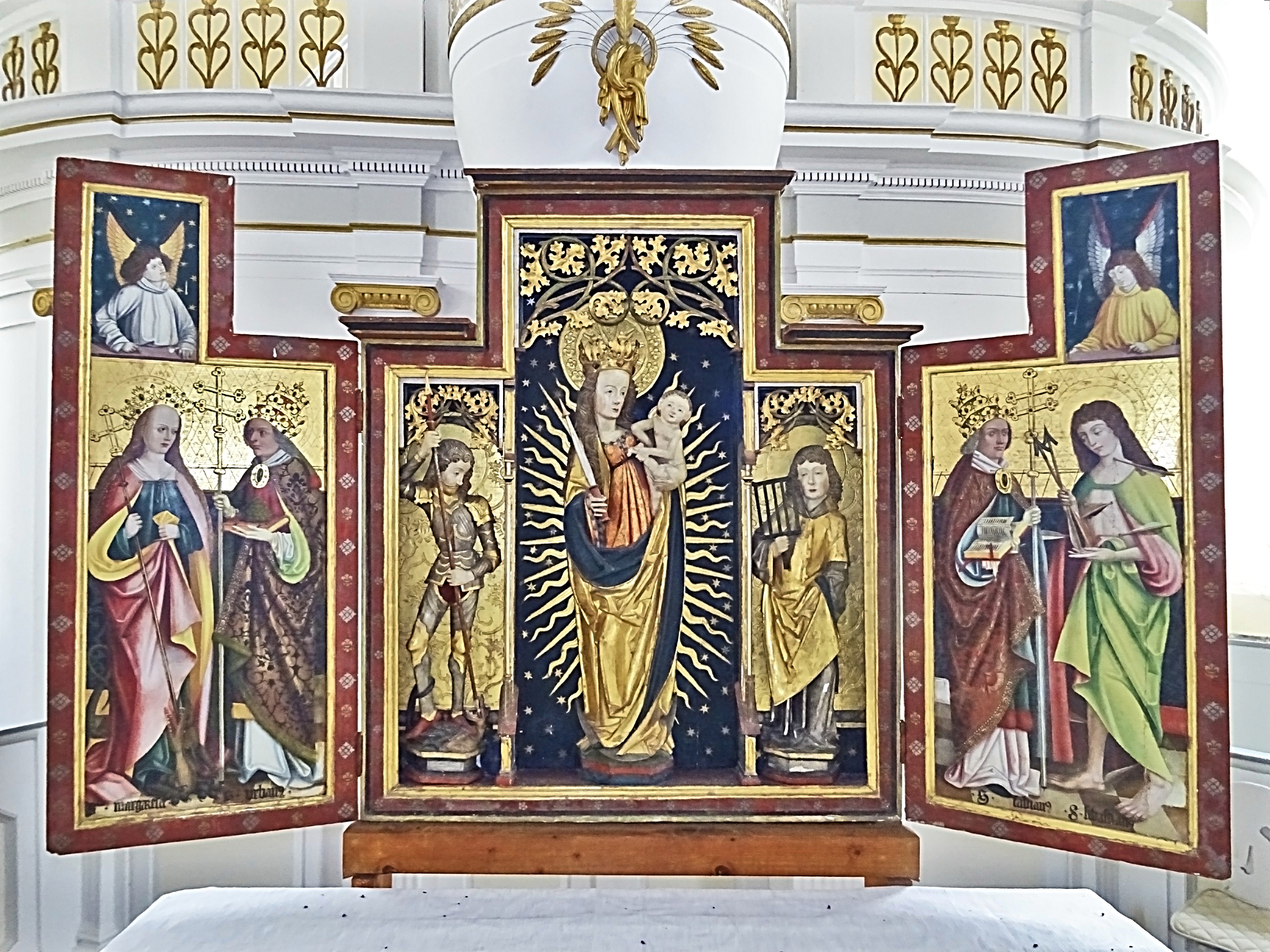
Marien-Altar

Im Innern ist das Turmerdgeschoss mit einem Tonnengewölbe, das Langhaus mit einem zweifach gebrochenen Holztonnengewölbe abgeschlossen. Eine Doppelempore zieht sich um das Innere; im Westen ist eine Orgelempore, im Osten Patronatslogen mit vergitterten Zierfenstern sowie ein architektonisch gestalteter Kanzelaltar aus der Zeit um 1800 angeordnet. An der Nordostwand des Chores ist eine Sakramentsnische in den reichen Formen des späten 15. Jahrhunderts zu finden.

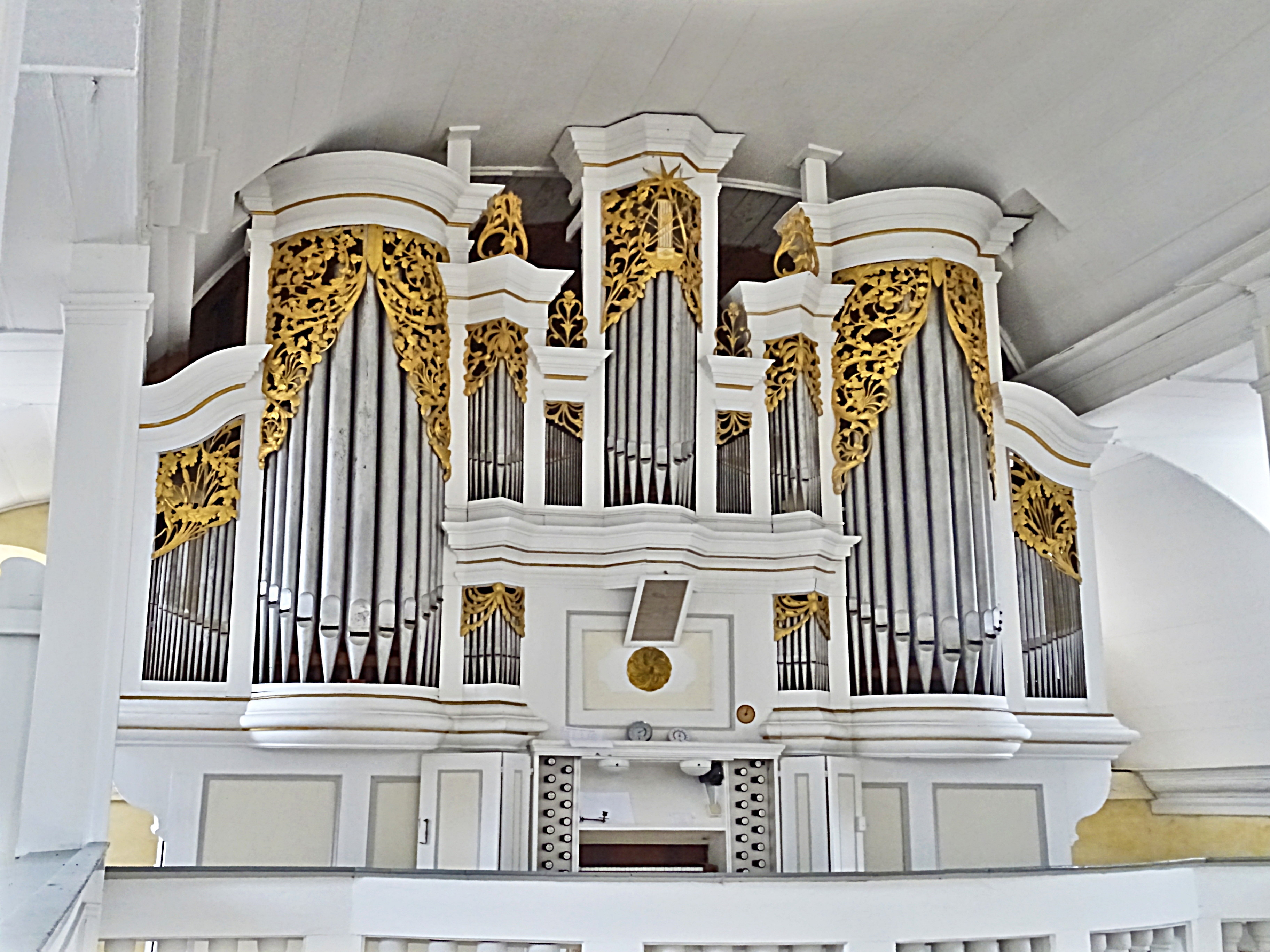
Schmaltz-Orgel

Ein Flügelaltar stammt laut Inschrift von 1498 und wurde von der Saalfelder Werkstatt des Valentin Lendenstreich geschaffen. Er zeigt im überhöhten Mittelteil des Schreins eine Strahlenkranzmadonna, die von den Heiligen Georg und Laurentius flankiert wird. Alle Figuren stehen unter reich geschnitzten Schleierbrettern auf Sockeln. Die Flügel sind mit gemalten Darstellungen der Heiligen Margarethe und Urban (links) sowie Fabian und Sebastian (rechts) auf gepunztem Goldgrund versehen. Die Außenseiten der Flügel zeigen links den Heiligen Christophorus und einen Bischof sowie rechts die Heiligen Georg und Erasmus. Weitere Figuren eines nicht erhaltenen Altars sind an den Emporenpfeilern angebracht.
Die Orgel ist ein Werk von Johann Stephan Schmaltz aus dem Jahr 1768 mit 24 Registern auf zwei Manualen und Pedal. Sie wurde 1857 von August Witzmann umgebaut.
Im Turm arbeitet das Turmuhrwerk von Wilhelm Kühn (Gräfenroda 1918) und zeigt seit mehr als einhundert Jahren zuverlässig die Zeit an.